# 格林滕山
47°33′17.85″N 10°19′13″E / 47.5549583°N 10.32028°E

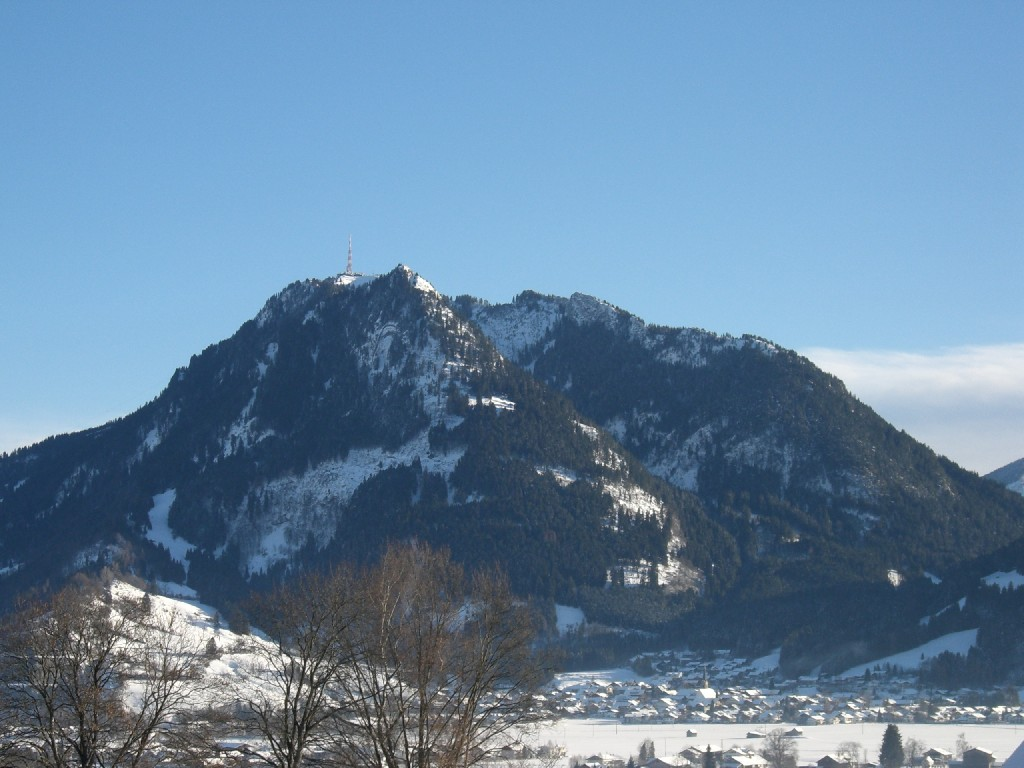

格林滕山（德語：Grünten），是德國的山峰，位於該國東南部，由巴伐利亞負責管轄，屬於阿爾高阿爾卑斯山脈的一部分，距離伊塞勒山9.6公里，海拔高度1,738米，每年平均降雨量1,793毫米。